# Nebdinsa Vittor
Nebdinsa Vittor era el sobrenom de l'escriptor, poeta i dramaturg komi Viktor Alekséievitx Savin (1885-1943). Se'l considera un dels fundadors de la literatura komi moderna i director del diari Зырянская жизнь (Vida komi). Quan es produïren les purgues de Stalin contra els escriptors en idiomes minoritaris fou enviat a un gulag, on va morir el 1943.